# Odynerus nigrospinosus
Odynerus nigrospinosus är en stekelart som först beskrevs av Moravitz 1895.  Odynerus nigrospinosus ingår i släktet lergetingar, och familjen Eumenidae. Inga underarter finns listade i Catalogue of Life.